# Cécile de France
Cécile de France (Namur, Valonia, 17 de julio de 1975) es una actriz belga francófona. Tras participar en grandes éxitos del cine francés como L'Art (délicat) de la séduction (2001) e Irène (2002), alcanzó repercusión internacional protagonizando películas como Haute tension (2003) o Más allá de la vida (2010).

## Carrera
Nacida en la ciudad belga de Namur, abandonó Bélgica a la edad de 17 años para trasladarse a París, donde estudió durante dos años Arte Dramático con Jean Paul Denizon. Los siguientes tres años los pasó en la academia de actores ENSATT (École Nationale Supérieure des Arts et Techniques du Théâtre), en el Département Comédie de la Rue Blanche en París, y después en Lyon. La descubrió el agente Dominique Besnehard y pronto destacó apareciendo en éxitos como L'Art (délicat) de la séduction (2001) e Irène (2002).
Su carrera internacional empezó a despuntar en 2003 con la película de terror Haute tension, de Alexandre Aja, que fue un gran éxito comercial. En 2004 tuvo su primer gran papel protagonista en una producción de Hollywood, La vuelta al mundo en 80 días, junto a Jackie Chan.
En 2011 protagonizó junto a Matt Damon la película Más allá de la vida, de Clint Eastwood.

## Premios
Ganó dos Premios César a la mejor actriz revelación por L’auberge espagnole  (2002) y uno a la mejor actriz secundaria por Las muñecas rusas (2005).

## Filmografía

### Cine
- 1999 : Toutes les nuits
- 2000 : Petites joies lointaines

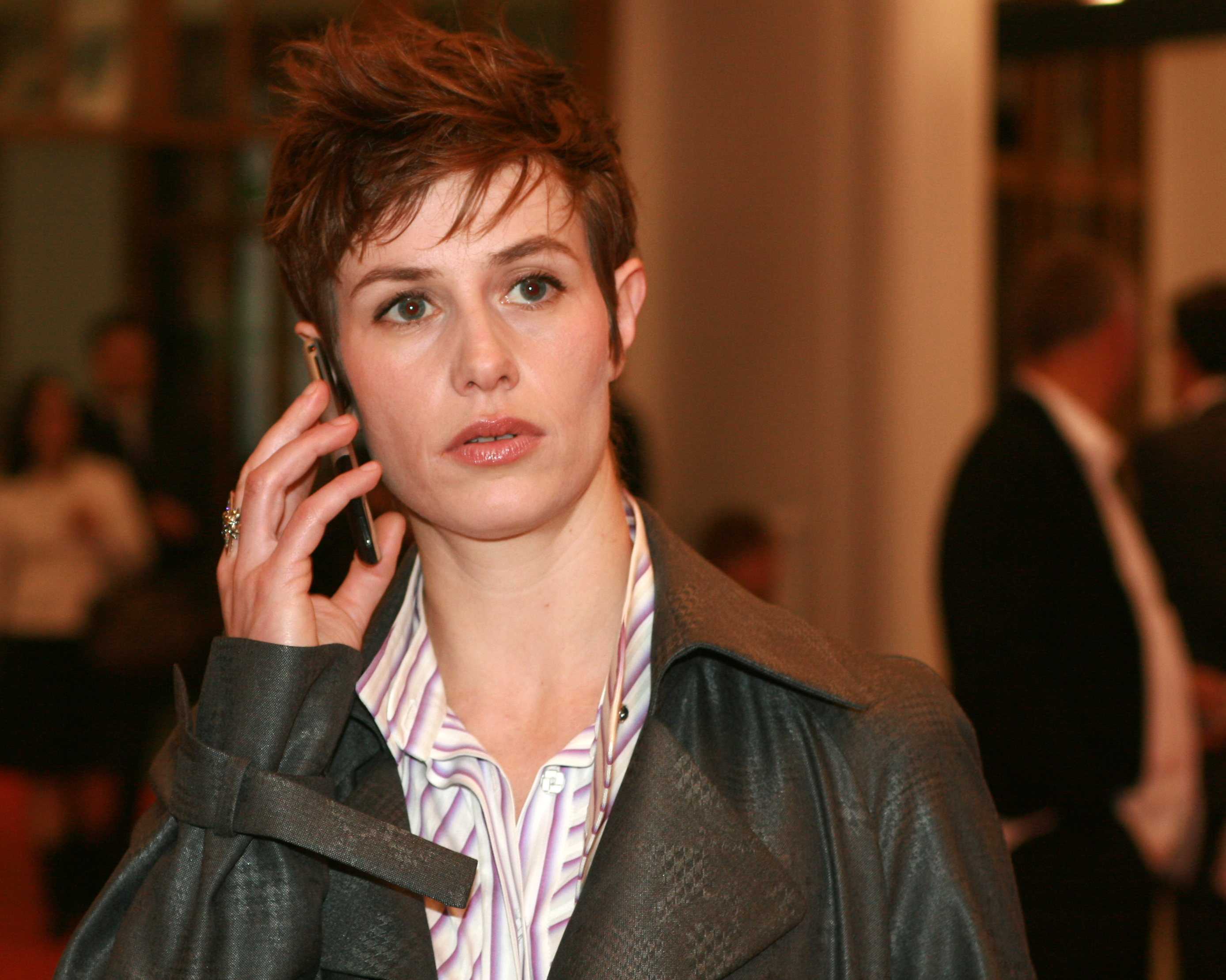
Cécile de France en el estreno de Soeur Sourire, en 2009.

- 2001 : L'art (délicat) de la séduction
- 2002 : L’auberge espagnole
- 2002 : A+ Pollux
- 2002 : Irène
- 2003 : Moi César
- 2003 : Haute tension
- 2003 : Kaena, la prophétie
- 2004 : La vuelta al mundo en 80 días
- 2005 : Las muñecas rusas
- 2006 : Quand j'étais chanteur
- 2006 : Mauvaise foi
- 2006 : Fauteuils d'orchestre
- 2007 : Un secret
- 2007 : J'aurais voulu être un danseur
- 2008 : Mesrine: L'instinct de Mort
- 2009 : Soeur Sourire
- 2009 : Où est la main de l’homme sans tête
- 2010 : Más allá de la vida
- 2011 : El niño de la bicicleta
- 2013 : Möbius
- 2013 : Nueva vida en Nueva York
- 2015 : Un amor de verano-La belle saison
- 2015 : En Équilibre
- 2017 : Django
- 2017 : Sácame de dudas
- 2018 : Señorita J
- 2021 : Es su vida

### Cortometrajes
- 1997 :  Tous nos vœux de bonheur
- 1998 :  Bon appétit
- 1999 :  Le dernier rêve
- 2001 :  Le mariage en papier
- 2001 :  Loup !
- 2002 :  3 jours, 3 euros
- 2002 :  Nervous break down
- 2002 :  Il était une femme
- 2002 :  La nuit du 6 au 7
- 2002 :  Les calamars n'écoutent plus la radio
- 2002 :  L'auberge Espagnole"
- 2004 :  A tes souhaits

### Televisión
- 1997 : La balle au bond
- 1998 : Le juge est une femme - Episodio « L'usine du père Noël», de Pierre Boutron
- 2001 : Nana
- 2016 : The Young Pope
- 2018 : Call My Agent
- 2020 : The New Pope

### Teatro
- 1996 : Dormez je le veux
- 1996 : Une palette rouge sang
- 1996 : Le songe d'une nuit d'été
- 1997 : Variations Strindberg-Feydeau
- 1998 : Pour nous
- 1998 : Tu serais un ange tombé du ciel exprès pour nous
- 1999, 2000 : Électre
- 1999 : Le baladin du monde occidental
- 2001 : Mademoiselle Julie
- 2001 : SC35C